# Thomas von Löwis of Menar
Thomas von Löwis of Menar, auch als Thomas von Löwis auf Menar oder Tom von Löwis bekannt (* 3. Dezember 1947 in Mauren), nahm als Autorennfahrer an der Deutschen Tourenwagen-Meisterschaft teil. Er ist jetzt Teamchef des Autorennstalls Four Motors sowie Rennfahrer im eigenen Team für umweltfreundliche Rennautos. Populäre Rennfahrer im Team waren u. a. Smudo und Tim Schrick.

## Leben
Die Vorfahren von Thomas von Löwis of Menar stammen aus Schottland und sind über das Baltikum nach Deutschland gekommen. Ein Teil der weitverzweigten Adelsfamilie ist seit 1830 in Mauren in Baden-Württemberg ansässig. Tom, wie er auch genannt wird, ist ebenda geboren worden, sein Vater war ebenfalls als Motorradrennfahrer mit dem Rennsport verbunden.

## Rennfahrer
Von Löwis absolvierte in der Deutschen Tourenwagen-Meisterschaft (DTM) sein erstes Rennen 1987 auf dem Hockenheimring und sein letztes Rennen 1992 auf der AVUS. Er nahm 1987, 1988 und 1992 insgesamt an 35 DTM-Rennen teil und war einmal als Zweiter platziert (Zolder 1987). Einer seiner Partner bei 24-Stunden-Rennen, in der DTM und bei BMW war Leopold Prinz von Bayern.

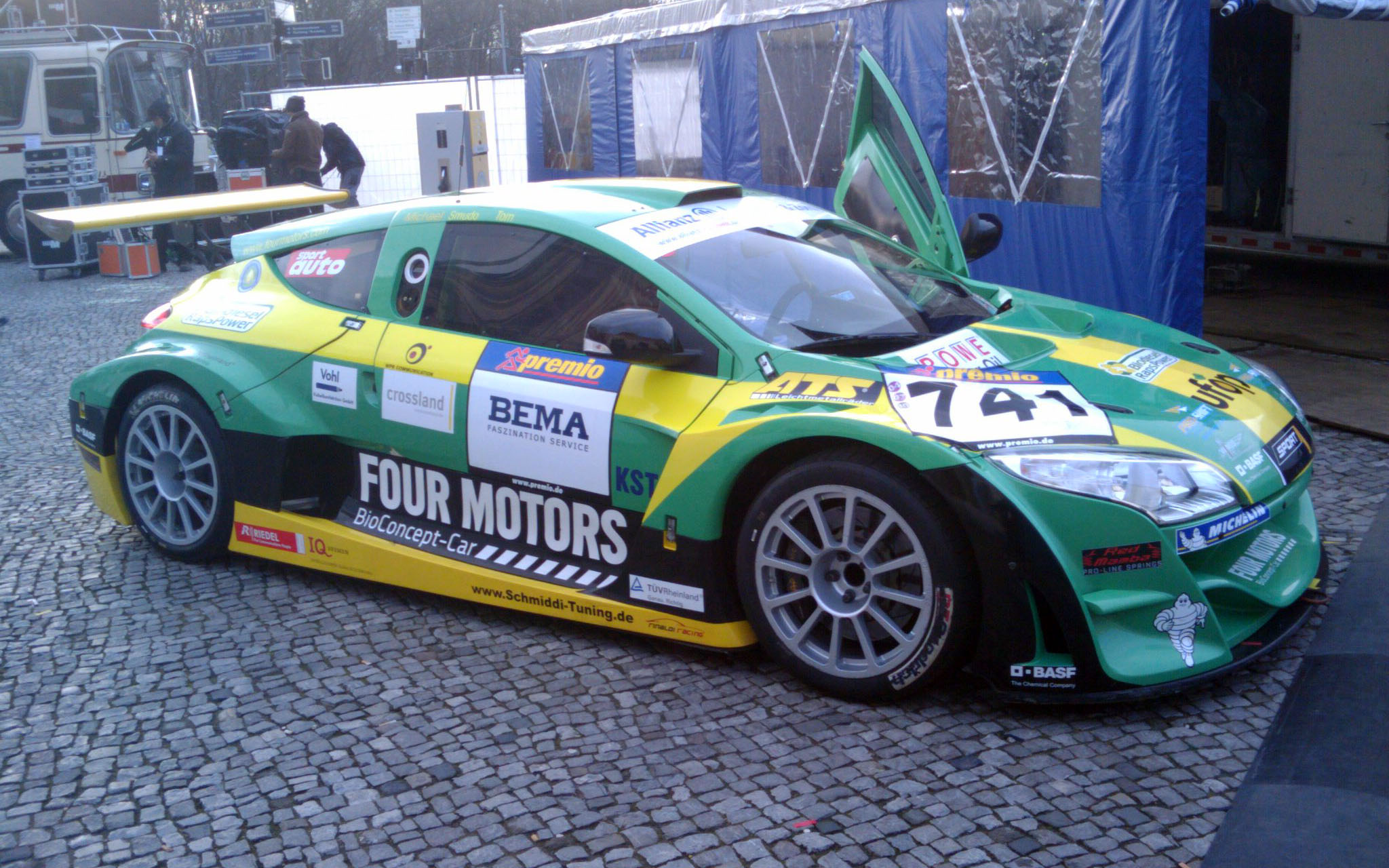
Four Motors Renault Mégane Trophy

## Four Motors
Als Teamchef des Reutlinger Rennstalls Four Motors verwirklichte von Löwis seine Idee eines Sportwagens, der mit Biodiesel fuhr und dessen Karosserie aus nachwachsenden Rohstoffen besteht sowie dem Recycling zugeführt werden kann. Heute fährt der Rennstall Four Motors mit einem Porsche 911 Cup GT3, zwei Porsche Cayman GT4 und einem Benzin mit 20 % Ethanolanteil sowie 20 % biogenem Anteil.